# Green Valley (condado de Los Ángeles)
Green Valley (antiguamente llamado La Joya) es un lugar designado por el censo ubicado en el condado de Los Ángeles en el estado estadounidense de California. En el año 2010 tenía una población de 1.027 habitantes.

## Geografía
Green Valley se encuentra ubicado en las coordenadas 34°37′16″N 118°24′23″O / 34.62111, -118.40639.